# La Mort en sautoir
Pour plus de détails, voir Fiche technique et Distribution.
La Mort en sautoir est un téléfilm français réalisé par Pierre Goutas, diffusé en 1980.

## Synopsis
Une comédie policière où l'héroïne est une femme du monde sophistiquée mais pleine de verve, de courage et de détermination pour sauver sa réputation et l'honneur de sa famille. Evangéline Saint-Léger mène une vie confortable entre un mari toujours absent et ses deux enfants, Philippe et Sophie. Un après-midi, elle se rend chez son amie Valérie pour lui emprunter un bijou de grande valeur, afin d'orner une robe qu'elle doit porter le soir même. Alors qu'elle se prépare pour le coktail auquel l'a conviée le couturier Nicolas de Rizzi, une jeune fille, Pascale, s'introduit chez elle et lui annonce qu'elle est enceinte de Philippe. Peu de temps avant qu'elle ne parte, Evangéline reçoit un coup de téléphone de la même jeune fille qui menace de se suicider. Affolée, elle passe à l'hôtel de Pascale et la trouve morte. En repartant, elle s'aperçoit qu'elle a perdu le bijou de Valérie. Il s'ensuit des aventures mouvementées pour récupérer le fameux bijou...

## Fiche technique
- Titre : La Mort en sautoir
- Réalisation : Pierre Goutas
- Scénario : Jean-Pierre Ferrière
- Musique : Carlos Leresche
- Décors : Robert Voisin
- Costumes : Laurence Schneider
- Pays d'origine :  France
- Genre : Drame
- Durée : 98 minutes (1h38)
- Diffusion :  France 15 août 1980

## Distribution
- Danielle Darrieux : Evangeline Saint-Léger
- Louisa Colpeyn : Valérie
- Frédérique Tirmont : Sophie Saint-Léger
- Patrick Guillemin : Philippe Saint-Léger
- Francine Bergé : Mascha
- Bruno Pradal : Lionel Auffort
- Bernard Dumaine : l'inspecteur Parpalet
- Michel Duplaix : l'inspecteur Lansac
- Charlotte Walior : Claudine
- Jean-Claude Weibel : le couturier Nicolas Rizzi
- Patrick Bruel : le chanteur d'un groupe de banlieue
- Artus de Penguern : un musicien d'un groupe de banlieue
- Marie-Pierre Casey
- Bernard Musson
- José Bruguera
- Michèle Amiel
- Renée Dennsy
- Nicole Desailly
- Stéfany Dupont
- Danièle Hazan
- Emmanuel Kammoun
- Lucienne Legrand
- Sophie Matalou
- Colette Mazaraki
- Sylvie Ollivier
- Julien Thomast
- Paul Vervisch